# Rhizagravia
Rhizagravia is een geslacht van uitgestorven kreeftachtigen uit de klasse van de Ostracoda (mosselkreeftjes).

## Soort
- Rhizagravia xixionensis Adamczak & Becker, 1983 †